# 김용철 (1924년)
김용철(金容喆, 1924년 12월 17일~2023년 3월 14일)은 1986년부터 1988년까지 제9대 대법원장을 역임한 대한민국의 법조인이다.

## 생애
1924년 경상북도 성주군에서 태어나 5년제 경북중학교를 졸업하고 서울대학교 법대에 재학 중이던 1949년에 제3회 조선변호사시험에 합격하였고 1950년 서울대학교를 수석 졸업했다. 1951년부터 1956년까지 해군 법무관으로 군 복무를 마치고 1957년 대구지방법원 판사에 임용되었다. 1961년부터 1967년까지 서울지방법원에서 부장판사, 1968년 서울고등법원에서 부장판사를 하였다. 1973년에 임명된 춘천지방법원장 재직 중이던 1975년에 일제시대 법률교육을 받지 않은 법조인으로서 최초로 대법원판사에 임명되어 10년간 재직하였으며 5공화국때 법원행정처장을 거쳐  1986년 4월 16일에 제9대 대법원장에 임명되었지만 헌법개정으로 5년 임기를 채우지 못하고 국회에서 대법원장 재임명 여부를 기다리다가 1988년 6월 15일 대법원장 퇴진을 촉구하는 소장 법관들의 서명으로 전개된 제2차 사법파동에 직면하게 되면서 1988년 6월 17일에 대법원장 접견실에서 기자회견을 갖고 "내가 물러나는 것이 사법부가 잘되는 길이라고 생각해 물러난다"며 "이번 서명 사태는 소장 법관들의 사법부 발전을 위한 충정에서 나온 것으로 보이기에 이들을 비난해서는 안되며 이를 사법부 발전의 계기가 되어야 한다"고 하면서 사표를 제출한 법원장의 사표를 반려하고 "이번 사태의 모든 책임은 사법부 수장인 나에게 있는 것"이라며 1988년 6월 20일에 대법원장에서 퇴임했다.
이후, 한양합동법률사무소 대표변호사, 학교법인 경희학원 이사장(제14·15·16대)을 맡았다.